# Henry Joseph
Pour les articles homonymes, voir Joseph.
Ne doit pas être confondu avec Joseph Henry.
Henry Joseph, né le 4 février 1948 à Calhoun dans l'État de Géorgie, est un écrivain américain, spécialisé dans le roman policier.

## Biographie
Il grandit à Brunswick, petite ville du Sud profond américain, et demeure pendant sa jeunesse en sympathie avec les Noirs, alors que son milieu est fortement imprégné par le racisme.
Diplômé en psychologie de l'Université de Géorgie, il voyage dans le monde entier entre 1970 et 1990, séjournant en Europe, en Australie, mais surtout en Amérique latine et en Inde, ce qui transparaît dans les titres ou les récits de ses œuvres qui font parfois références à la culture asiatique. Ses romans prennent résolument le point de vue et le parti des planteurs mi-escrocs, mi-hippies de marijuana, incarnés par le personnage de Jack Lee et ses amis, contre les unités d'élite du FBI qui doivent les éradiquer.

## Œuvre

### Romans

#### SérieJack Lee
- Bloodwork (1994) Publié en français sous le titre Le Paradis des dinosaures, tome 1, traduit par Daniel Lemoine, Paris, Gallimard, La Noire, 1998
- Dinosaur Heaven (1994) Publié en français sous le titre Le Paradis des dinosaures, tome 2, traduit par Daniel Lemoine, Paris, Gallimard, La Noire, 1999 ; réédition des deux parties en un volume, Paris, Gallimard, Folio policier no 380, 2005
- Outlaw Custom (1996) Publié en français sous le titre Pavillon noir, traduit par Nicolas Mesplède et révisé par Stéphanie Estournet, Paris, Gallimard, Série noire no 2668, 2002
- The Well-Spent Death of Eightball Barnett (1999) Publié en français sous le titre L'Agonie bien employée d'Eightball Barnett , traduit par Frank Reichert, Paris, Gallimard, Série noire no 2608, 2001
- The Om and Crossbones (1999) Publié en français sous le titre Bad Karma, traduit par Frank Reichert, Paris, Gallimard, Série noire no 2741, 2005

#### Autres romans
- The Whores of Pelourinho (1997) Publié en français sous le titre Les Putains du Pelourinho, traduit par Frank Reichert, Paris, Gallimard, Série noire no 2699, 2004

## Sources
- Claude Mesplède (dir.), Dictionnaire des littératures policières, vol. 2 : J - Z, Nantes, Joseph K, coll. « Temps noir », 2007, 1086 p. (ISBN 978-2-910-68645-1, OCLC 315873361), p. 54-56.